# Homolje (région)

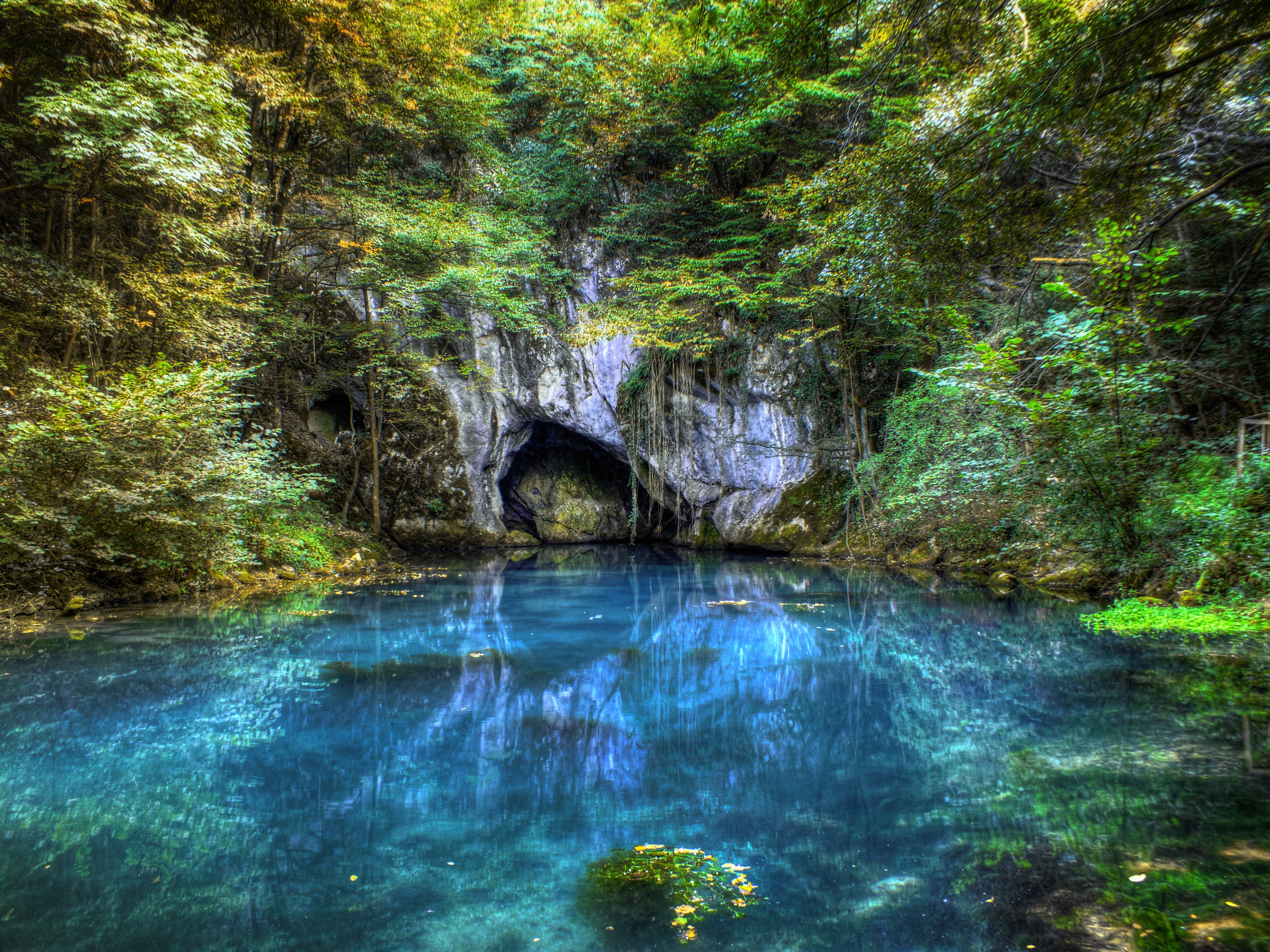
La source de la Krupajska reka

Pour les articles homonymes, voir Homolje.
L'Homolje (en serbe cyrillique : Хомоље et en valaque Homolie)  est une petite région située à l'est de la Serbie.

## Géographie
L'Homolje correspond grosso modo au territoire de la municipalité de Žagubica. Outre Žagubica, la localité la plus importante de la région est Krepoljin. Elle est délimitée à l'ouest par les Gornjačke planine, qui s'élèvent jusqu'à 825 m, au nord par les monts Homoljske planine (940 m), à l'est par les monts Crni vrh et au sud par les monts Beljanica (1 339 m). Elle est traversée en son centre, d'ouest en est, par la vallée de Žagubica et, dans sa partie occidentale, du nord au sud, par la vallée de Krepoljin-Krupaja. La région est traversée par la rivière Mlava, un affluent gauche du Danube, et par des affluents de la Mlava comme la Krupajska reka.

## Histoire
Des documents serbes du Moyen Age attestent de la présence d'une population valaques dès cette époque en Homolje. Les valaques apparaissent pendant toute la période ottomane à travers la taxation turque. Cependant, la population valaques actuelle résulte d'une immigration roumaine originaire de Transylvanie qui est arrivée à partir du 17e ou 18e siècle. En effet le roumain pratiqué en Homolje ressemble à celui de la Transylvanie. Le culte des morts ressemble également aux traditions roumaines. Par exemple, un village comme Melnica (Petrovac na Mlavi) comportait dix maisons en 1733, d'après les documents autrichiens, et devint au début du 19e siècle un des bourgs les plus importants de la commune de Petrovac avec cette immigration.
Cette croissance est ensuite favorisée par l'amélioration générale des conditions de vie paysanne en Serbie au 19e siècle : le pouvoir veut favoriser le développement de l'agriculture par l'extension des terres cultivables (voir Principauté de Serbie).